# Малий Мартюр
Малий Мартю́р або Малий Март'ю́р (рос. Малый Мартюр, Малый Мартъюр) — річка в Республіці Комі, Росія, ліва притока річки Асиввож, правої притоки річки Мартюр, лівої притоки річки Ілич, правої притоки річки Печора. Протікає територією Троїцько-Печорського району.
Річка протікає на північний захід, північ, захід та північний захід.